# برج بانک چین شانگهای
برج بانک چین شانگهای (به انگلیسی: Bank of China Tower, Shanghai) آسمان‌خراش ۵۳ طبقه به ارتفاع ۲۲۶ متر (۷۴۱ فوت)، با کاربری اداری-تجاری است، که در شهر شانگهای، جمهوری خلق چین مستقر می‌باشد. پروژه ساخت این ساختمان در سال ۱۹۹۸ آغاز شد و در سال ۲۰۰۰ تکمیل و افتتاح گردید.